# 马戏团加洛普舞曲
马戏团加洛普舞曲是加拿大作曲家马克-安德烈·哈梅林创作的自動演奏鋼琴作品，时长为4-5分钟。该曲创作时间为1991年至1994年之间，以献给Beatrix和JürgenHocker（自动钢琴打孔纸卷制造商）。 2008年4月，沃尔夫冈·海西格和尤尔根·霍克将哈梅林的所有三首钢琴作品录制在MDG标签上并2008年4月发行。  
该作品的某些部分似乎借鉴了李斯特·费伦茨的第2號匈牙利狂想曲。